# Rejon lubarski
Rejon lubarski – jednostka administracyjna wchodząca w skład obwodu żytomierskiego Ukrainy.
Rejon został utworzony w 1923 roku z części powiatu żytomierskiego oraz nowogradwołyńskiego, należących do guberni wołyńskiej. Jego powierzchnia wynosi 757 km², a ludność liczy około 27 tysięcy mieszkańców. Siedzibą władz rejonowych jest Lubar.
Na terenie rejonu znajduje się 1 osiedlowa rada i 24 silskie rady, obejmujące 47 wsi.

## Miejscowości rejonu
- Awratyn (Авратин)
- Berezówka[2] (Березівка)
- Biczowa[3] (Бичева)
- Boruszkowce[4] (Борушківці)
- Bratałów (Великий Браталів)
- Czartoryja Stara[5] (Стара Чортория)
- Derewicze[6] (Великі Деревичі)
- Gizowszczyzna[7] (Гізівщина)
- Hlezna[8](Глезне)
- Horopaje[9] (Горопаї)
- Hryniowce[10] (Гринівці)
- (Громада)
- Demkowce[11] (Демківці)
- (Дослідне)
- Filińce[12] (Филинці)
- Iwańkowce[13] (Іванківці)
- Jurówka[14] (Юрівка)
- Kiryjówka[15] (Кириївка)
- Kowalenki[16] (Коваленки)
- Korostki
- Kutyszcze (Кутище)
- Łeninśke (Ленінське)
- Lipno[17] (Липне)
- Lubar (Любар)
- Lubar Stary (Старий Любар)
- Derewicze[6] (Мала Деревичка)
- Bratałów[18](Малий Браталів)
- (Меленці)
- Michałówka[19] (Михайлівка)
- Motowidłówka[20](Мотовилівка)
- Nowa Czartoryja (Нова Чортория)
- Nowy Lubar (Новий Любар)
- Ozerne (Озерне)
- Panasówka[21] (Панасівка)
- Pedynki (Пединки)
- Peretok (Перетік)
- Prywitów
- Przewałówka nad Słuczą[22] (Провалівка)
- Rohoźna[23] (Рогізна)
- Sewerynówka[24] (Северинівка)
- Semenówka[25](Семенівка)
- Strzyżówka (rejon lubarski) (Стрижівка)
- Wełykobratałowskie[26] (Великобраталівське)
- Wolica Wielka[27] (Велика Волиця)
- Wójtowce[28] (Виноградівка)
- Wygnanka[29] (Вигнанка)
- Wyszczykusy (Веселка)
- Żytyńce[30] (Житинці)